# Physomerinus hasegawai
Physomerinus hasegawai (лат.) — вид коротконадкрылых жуков-ощупников рода Physomerinus из трибы Batrisini (Pselaphinae). Восточная Азия: Тайвань, Япония (острова Рюкю).

## Описание
Мелкие коротконадкрылые жуки-ощупники красновато-коричневого цвета. Длина тела около 2 мм (1,5—1,7 мм; ширина 0,6 мм). От близких видов отличается следующими признаками: задние ноги относительно короче, чем у близкого вида Physomerinus clavipes; эдеагус с вентральным стеблем такой же длины, как дорсальная лопасть, и слегка расширен от основания к апикальной части в дорсо-вентральном виде. Боковой край максиллярного пальпомера 4 плавно расширен. Переднеспинка с отчётливыми срединной и двумя боковыми продольными бороздками и полной поперечной антебазальной бороздкой, бока переднеспинки лишены шипов, каждое надкрылье имеет две базальные ямки.